# 淀川城
淀川城（よどかわじょう）は、秋田県（羽後国：出羽国北部）にあった戦国時代の日本の城（城館）。現在の秋田県大仙市協和中淀川千着に所在する。
角館（仙北市）を本拠とした戸沢氏の支城であり、秋田平野を本拠とする安東氏や雄物川中流域を地盤とする小野寺氏の勢力と衝突するため、長く係争の地となり、戸沢氏のなかでも一門が配されることが多かった。館主としては、当主戸沢秀盛の弟戸沢忠盛、詳細不明ながら戸沢一門とみられる戸沢四郎三郎の名が知られる。